# Marine Blue
Marine Blue (マリンブルーの風に抱かれて, Marinburū no kaze ni dakarete, littéralement « Enlacé par ce vent bleu marine ») est une série de mangas en quatre tomes de Ai Yazawa prépubliée dans le magazine Ribon de septembre 1989 à janvier 1992. Il comporte une histoire principale et trois histoires secondaires, intitulées Soshite hikari no naka he (そして光の中へ), Shiroi nami no kanata ni (白い波の彼方に) et Saigo no kataomoi (最後の片思い). La version française est publiée par Delcourt à partir du 8 avril 2015.
À l'époque de sa publication, c'était l'œuvre la plus longue de Ai Yazawa.

## Résumé de l'histoire
À 12 ans, Haruka Tachinaba manque de se noyer en voulant nager trop loin dans la mer, et est sauvée par Tooru Akikawa, qui se trouve être dans la même classe qu'elle. Petit à petit elle se lit d'amitié avec lui. Lorsque Rika, une de ses amies, lui demande d'aider leur amie commune Kyôko à déclarer ses sentiments à Tooru, Haruka accepte mais ne peut finalement rien dire. Elle est alors ostracisée par ses camarades de classe et, blessée, tente d'ignorer Tooru ainsi que ses propres sentiments. Celui-ci ne peut lui annoncer son départ imminent pour les États-Unis, et part sans rien dire, en lui laissant son chien Dolphin. Haruka se réfugie alors dans une école religieuse.
Quatre ans plus tard, elle a réussi à se faire une bonne amie, Tomoyo. Soudain, Tooru revient dans sa vie, et elle retrouve les sentiments qu'elle a pu avoir pour lui. Lorsqu'elle découvre que Tomoyo est amoureuse de Tooru, elle ne sait plus comment réagir car elle ne souhaite surtout pas blesser son amie, surtout qu'elle se rend compte que Ippei, son cousin qu'elle fréquente depuis des années, est amoureux d'elle.

## Personnages
Haruka Tachibana (橘 遙)À presque 16 ans, elle a peu d'amis, et déteste la mer. Le retour de Tooru, son ami d'enfance, réveille de vieux souvenirs. Elle souffre souvent de son indécision. Durant l'été elle travaille dans le petit café, nommé « Wave », de son oncle Ryôhei, avec Tomoyo.
Tooru Arikawa (有川 亨)Passionné de surf, il a vécu quatre ans en Californie. Il a des sentiments pour Haruka, et rivalise avec Ippei pour son cœur.
Ippei Shimizu (清水 一平)Cousin de Haruka, il aime le surf, et fait partie du club de football de son école. Amoureux de Haruka, il entretient une forte relation de rivalité avec Tooru, tout en l'admirant. Il veut devenir surfeur professionnel.
Tomoyo Kitada (北田 智世)Amie de Haruka, elle travaille durant l'été au « Wave ». Fille d'une bonne famille, elle n'a fréquenté que des écoles pour filles, et ne sait pas comment se comporter face aux garçons. Amoureuse de Tooru, elle ne se rend pas compte qu'Haruka lui cache ses propres sentiments.
Rika Yamada (山田 理加)Camarade ayant ostracisé Haruka des années auparavant, elle a été une élève à problème, réprimandée plusieurs fois par les professeurs. Elle prétend ne plus jamais vouloir tomber amoureuse.
Yosie TachibanaMère de Haruka, elle a quitté sa famille le jour de ses 19 ans pour venir vivre avec Kazuhiko.
Kazuhiko TachibanaPère de Haruka, il est souvent absent, très occupé par son travail. Il a abandonné son rêve de devenir écrivain pour nourrir sa famille.
Minoru ArikawaGrand frère de Tooru, il vit en Californie et espère que son frère va revenir y vivre.
Saeko Shimizu (清水 冴子)Mère de Ippei, décédée en 1985, peu après le départ de Tooru.
Ryôhei ShimizuPère de Ippei, il fonde et tient le café « Wave ». Il est également passionné de surf.